# Judith Heumannová (aktivistka)
Judith Ellen Heumannová (18. prosince 1947, Filadelfie, USA – 4. března 2023, Washington, D.C., USA) byla americká aktivistka bojující za práva zdravotně postižených. Byla mezinárodně uznávána jako lídr v komunitě handikepovaných. Judith Heumannová zasvětila celý život boji za občanská práva pro lidi s postižením. Její práce s vládami a nevládními organizacemi, neziskovým sektorem a různými dalšími zájmovými skupinami zdravotně postižených významně přispěla od 70. let 20. století k rozvoji legislativy v oblasti lidských práv a politik ve prospěch dětí a dospělých se zdravotním postižením. Prostřednictvím své práce ve Světové bance a na americkém ministerstvu zahraničí Heumannová prosazovala začleňování práv zdravotně postižených do mezinárodního rozvoje. Její práce významně posílila mezinárodní dosah hnutí za nezávislý život.

## Život
Judith Heumannová se narodila ve Filadelfii německým židovským přístěhovalcům, Wernerovi a Ilse Heumannovým. Judith byla nejstarší ze tří dětí a vyrůstala ve čtvrti Brooklyn města New York. Její matka přišla do USA z Německa v roce 1935, její otec emigroval již v roce 1934. Prarodiče a praprarodiče Judith Heumannové zemřeli ve druhé světové válce. Její bratr Joseph Heumann je filmový profesor a autor.
V 18 měsících Judith Heumannová onemocněla obrnou a většinu svého života pak strávila na invalidním vozíku. Odmítla klišé o zdravotním postižení jako o tragické zkušenosti: „Postižení se pro mě stává tragédií pouze tehdy, když společnost nedokáže poskytnout věci, které potřebujeme k životu – například pracovní příležitosti nebo bezbariérové budovy. Pro mne není tragédie, že žiju na invalidním vozíku.“

## Vzdělání
Heumannová a její rodiče museli opakovaně bojovat o její zařazení do vzdělávacího systému. Místní veřejná škola jí odmítla přijmout poté, co její neschopnost chodit označila za riziko v případě požáru. Místo toho se Judith dostávalo domácího vzdělání – po tři roky dvakrát týdně absolvovala hodinové lekce. Judithina matka Ilsa Heumannová, která působila jako komunitní aktivistka, se proti rozhodnutí školy odvolala. Judith pak od čtvrté třídy směla chodit do zvláštní školy pro postižené děti. Podle městské politiky se pak Judith měla vrátit k domácímu vyučování na střední škole. Ilsa Heumannová se společně s dalšími rodiči proti této politice postavila a vyvinula dostatečný tlak k jejímu zvrácení. Judith Heumannová pak v roce 1961 nastoupila na střední školu.
Od 9 do 18 let Judith Heumannová každé léto navštěvovala Camp Jened, tábor pro děti s postižením, v Hunteru v New Yorku. Její zkušenost z tábora jí přinesla větší povědomí o sdílené zkušenosti se zdravotním postižením – později tyto pobyty okomentovala následovně: „Sdíleli jsme společně radosti i strasti nad tím, jak s námi zacházeli, a stejnou frustraci z příležitostí, které jsme neměli.“ V Camp Jened se Heumannová setkala s Bobbi Linnovou a Freidou Tankusovou. S oběma později pracovala v boji za práva pro handikepované. Jejich zážitky dokumentuje film Crip Camp (2020), který byl nominován na Oscara.
Heumannová v roce 1969 promovala na Long Island University v oboru logopedie. V roce 1975 také získala titul Master of Science v oboru veřejného zdraví na Kalifornské univerzitě v Berkeley. Během studia na Long Island University se Heumannová začala zapojovat do boje za práva lidí se zdravotním postižením. Organizovala shromáždění a protesty s ostatními studenty s postižením i bez něj, požadovala přístup do svých tříd pomocí ramp a právo žít na koleji.

## Aktivity

### Spor s radou pro vzdělávání
V roce 1970 byla Heumannová odmítnuta jako uchazeč o pracovní pozici v newyorské škole – správní rada školy tvrdila, že v případě požáru by nebyla schopna dostat sebe a studenty do bezpečí mimo budovu. V reakci na zamítnutí Heumannová zažalovala školskou radu kvůli diskriminaci. Místní noviny tehdy přinesly titulek „S obrnou můžete být prezidentem, ale ne učitelem“. Případ byl vyřešen mimosoudně a Heumannová se stala prvním vozíčkářem, který začal působit jako učitel v New Yorku – tři roky tam následně učila na základní škole.

### Organizace Disabled in Action
V důsledku žaloby Heumannová obdržela mnoho podpůrných dopisů od hendikepovaných lidí z celých USA. Mnozí jí psali o svých zkušenostech s diskriminací kvůli svému postižení. Na základě přívalu podpory Heumannová společně s několika přáteli založila v roce 1970 organizaci Disabled in Action (DIA), která se zaměřovala na zajištění ochrany osob se zdravotním postižením podle zákonů o občanských právech prostřednictvím politického protestu. Návrh zákona se původně jmenoval Handicapped in Action, ale Heumannové se tento název nelíbil, proto lobovala za jeho změnu. Rehabilitation Act z roku 1973 byl dvakrát vetován prezidentem Richardem Nixonem. V roce 1972 DIA uspořádala v New Yorku protest právě proti jednomu z vet – osmdesát aktivistů vedených Heumannovou zablokovalo dopravu na Madison Avenue.

### Hnutí za nezávislý život
Ed Roberts požádal Heumannovou, aby se přestěhovala do Kalifornie a pracovala pro Centrum pro nezávislý život, kde v letech 1975 až 1982 působila jako zástupkyně ředitele. Byla prvním zastáncem Hnutí za nezávislý život. Heumannová byla odpovědná za implementaci legislativy na národní úrovni pro programy speciálního vzdělávání, výzkumu zdravotního postižení, pracovní rehabilitace a samostatného života, které dnes pomáhá více než 8 milionům lidí se zdravotním postižením.

### Zákon o vzdělávání osob se zdravotním pojištění
Během svého působení v roli legislativní asistentky předsedy amerického senátního výboru pro práci a veřejné blaho pomohla Heumannová v roce 1974 vytvořit legislativu, ze které se následně stal zákon o vzdělávání osob se zdravotním postižením.

### Protest kvůli paragrafu 504
V roce 1977 Joseph Califano, americký ministr zdravotnictví, školství a sociální péče, odmítl podepsat předpisy § 504 Rehabilitation Act z roku z roku 1973, který představoval první krok k poskytnutí federální ochrany občanských práv pro osoby se zdravotním postižením. Califano vydal nařízení, že ve federální budově ministerstva nebude povoleno žádné jídlo ani léky, aby byli demonstranti nuceni opustit budovu. Demonstranti poté kontaktovali Delancey Street Foundation a The Salvation Army, které souhlasily, že jim přinesou jídlo na následující den. Mezitím jedna z protestujících Kitty Coneová vymyslela způsob, jak udržet léky v chladu – přilepením krabice přes klimatizační jednotku, do které se uloží léky zdravotně postižených demonstrantů. Demonstranti navíc získali podporu od Strany černých panterů poté, co jim zavolal Brad Lomax, učastník demonstrace s roztroušenou sklerózou a člen Strany černých panterů. Lomax požádal Černé pantery, aby podpořili demonstranty jídlem – a ti jim pak zajistili teplé jídlo a občerstvení po dobu trvání protestu. Po ultimátu k 5. dubnu 1977 se v deseti amerických městech konaly demonstrace, včetně protestu přímo v kanceláři amerického ministerstva zdravotnictví, školství a sociální péče v San Francisku. Tento protest, vedený Heumannovou a organizovaný Kitty Coneovou, trval do 4. května 1977, celkem 28 dní, přičemž asi 125 až 150 lidí odmítlo kancelář opustit.Joseph Califano nakonec 28. dubna 1977 podepsal zákon o vzdělávání zdravotně postižených dětí, tak paragraf 504.

## Další kariéra
Heumannová v letech 1993 až 2001 působila v Clintonově administrativě jako náměstkyně ministra v Kanceláři pro speciální vzdělávání na Ministerstvu školství Spojených států.
V roce 2010 se Heumannová stala zvláštní poradkyní pro mezinárodní práva zdravotně postižených na ministerstvu zahraničí USA. Do funkce ji jmenoval prezident Barack Obamoa. Heumannová byla první osobou zastávající tuto roli a působila v ní mezi lety 2010 až 2017. Během svého funkčního období se neúspěšně pokusila přesvědčit Senát USA, aby ratifikoval Úmluvu OSN o právech osob se zdravotním postižením, mezinárodní smlouvu po vzoru zákona o Američanech se zdravotním postižením.
Dne 20. ledna 2017 Heumannová s příchodem nové administrativy své místo na ministerstvu zahraničí opustila. Role zvláštního poradce byla zrušena ministrem zahraničí Spojených států Rexem Tillersonem v roce 2017 (prezident Joe Biden ji poté znovu obnovil).